# Santa Cruz (Laguna)
Santa Cruz è una municipalità di prima classe delle Filippine, capoluogo della Provincia di Laguna, nella Regione del Calabarzon.
Santa Cruz è formata da 26 baranggay:
- Alipit
- Bagumbayan
- Barangay I (Pob.)
- Barangay II (Pob.)
- Barangay III (Pob.)
- Barangay IV (Pob.)
- Barangay V (Pob.)
- Bubukal
- Calios
- Duhat
- Gatid
- Jasaan
- Labuin

- Malinao
- Oogong
- Pagsawitan
- Palasan
- Patimbao
- San Jose
- San Juan
- San Pablo Norte
- San Pablo Sur
- Santisima Cruz
- Santo Angel Central
- Santo Angel Norte
- Santo Angel Sur